# Штефан Августин Омелянович

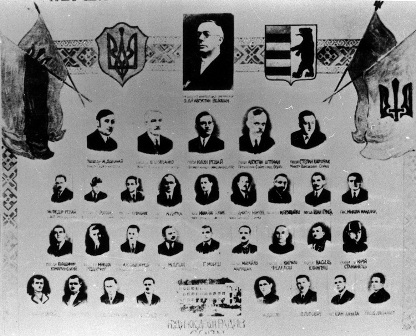
Посли Сойму Карпатської України.
По центру: Президент Карпатської України о. Августин Волошин; Перший ряд зліва направо: Микола Долинай, Юлій Бращайко, Юліян Ревай, Августин Штефан, Степан Клочурак; Другий ряд: Федір Ревай, Степан Росоха, Леонід Романюк, Августин Дутка, Михайло Тулик, Дмитро Німчук, Михайло Бращайко, Іван Грига, Микола Мандзюк; Третій ряд: Володимир Комаринський, Микола Різдорфер, Антон Ернест Олдофреді, Мілош Дрбал, Григорій Мойш, Михайло Марущак, Кирило Феделеш, Василь Климпуш, о. Юрій Станинець; Четвертий ряд: Василь Щобей, Іван Ігнатко, Юрій Пазуханич, Іван Перевузник, Адальберт Довбак, Петро Попович, Іван Качала, Василь Лацанич

Штефан Августин (11 січня 1893, с. Порошково, нині Перечинського району Закарпатської області — 4 вересня 1986, м.Філадельфія, США) — український педагог, освітянин, суспільно-політичний діяч, Голова Сойму Карпатської України, дійсний член НТШ. Син отця Омеляна Штефана. Адвокат у Рахові.

## Життєпис
Народився 11 січня 1893 у селі Порошково (тепер Перечинський район Закарпатської області) у сім'ї
священика Омеляна Штефана.

Посли Сойму Карпатської України. Зліва направо, зверху вниз: Юліян Ревай, Августин Волошин, Степан Клочурак, Леонід Романюк, Федір Ревай, Августин Штефан, Степан Росоха, Августин Дутка, Юлій Бращайко, Микола Долинай,
Василь Щобей, Володимир Комаринський, Михайло Бращайко, Петро Попович, Василь Климпуш

Теологічну освіту здобув в Ужгороді, філософську в Будапешті у 1917 році. Працював викладачем учительської семінарії та реальної гімназії в Ужгороді протягом 1917—1921 років.
У жовтні 1918 p. вів переговори з Українською Парламентарною Репрезентацією у Відні про об'єднання Закарпаття з Галичиною. 18 грудня 1918 р. виступав на з'їзді Мараморощини, де було обрано Сигітську Народну Раду (також мали слово Клочурак Степан та Климпуш Василь — Ясіня, Бращайко Михайло — Рахів, Йосипчук Василь — Великий Бичків). Учасник Всенародного Конгресу Угорських Русинів у Хусті 21 січня 1919 р., який вирішив об'єднати Закарпаття з Україною і заснував Центральну Українську (Руську) Народну Раду Закарпаття, (членом президії якої був до березневих подій 1939 р.).
Августин Штефан був співзасновником «Просвіти», головою Народнопросвітної Ради м. Мукачева (1925 — 38), співзасновником Учительської Громади (1929) та її останнім головою (1938 — 39).
Працював також редактором тижневика «Русинъ», а потім щоденника «Русинъ» в Ужгороді (1921 — 23), співредактор журналу «Підкарпатська Русь» (1924 — 38), «Учительський Голос» (1930 — 39) та тижневика української фракції аграрної партії «Земля і Воля» (1934 — 38).
Був засновником і директором Торгової Академії в Мукачеві (1922 — 38), яку після угорської окупації було евакуйовано до Братислави.

### Урядовець Карпатської України
З жовтня 1938 до березня 1939 р. — начальник міністерства шкільництва Карпатської України. На першому засіданні Сойму Карпатської України обраний Головою Сойму. За його кандидатуру проголосувало 20 із 22 депутатів парламенту.

### На еміграції
Працював директором Української гімназії в Модржанах біля Праги (1940 — 45), з якою евакуювався до Аугсбургу (Німеччина), де був її директором (1945 — 49).
У 1949 році емігрував до США, де став викладачем у жіночій Академії у Стемфорді (1949 — 69).
У 1978 — 85 pp. був заступником голови Уряду УНР в екзилі.
Від 1969 р. жив у Філадельфії.
Помер уранці 4 вересня 1986, похований на українському цвинтарі Пресвятої Богородиці в Ланггорні, Пенсільванія.

## Праці
- автор шкільних підручників з математики,
- співавтор першої на Закарпатті граматики української мови фонетичним правописом (1931);
- «From Carpatho-Ruthenia to Carpatho-Ukraine» (1969),
- «За правду і волю: спомини і дещо з історії Карп. України» (т. 1, 1973; т. 2, 1981),
- «Августин Волошин — Президент Карпатської України» (1977)

## Пам'ять
Вулицю на честь Августина Штефана названо у середмісті Мукачева.
Також вулиця є в Ужгороді.
Меморіальна дошка є у рідному селі Порошково.